# Bezgraniczny
Bezgraniczny (ang. Limitless) – amerykański serial telewizyjny dramat kryminalny, thriller wyprodukowany przez CBS Television Studios, K/O Paper Products oraz Relativity Media. Serial jest oparty na filmie Jestem Bogiem z 2011 roku w reżyserii Neila Burgera. Premierowy odcinek serialu został wyemitowany 22 września 2015 roku przez CBS.

23 października 2015 roku stacja CBS ogłosiła zamówienie pełnego pierwszego sezonu.

26 maja 2016 roku stacja CBS ogłosiła anulowanie serialu po jednym sezonie.

15 lutego 2017 roku serial zostaje dodany do oferty platformy Showmax jako jeden z tytułów startowych.

14 lutego 2018 roku serial zostaje usunięty z oferty Showmax.

## Fabuła
Brian Finch próbuje tajemniczego narkotyku NZT. Zamieszany w śledztwo w sprawie morderstwa zostaje zmuszony do pracy z FBI przy rozwiązywaniu trudnych spraw kryminalnych. Nikt nie wie, że Finch utrzymuje kontakty z senatorem Eddiem Morrą, bohaterem wcześniejszego filmu pełnometrażowego.

## Obsada

### Główna
- Jake McDorman jako Brian Finch[6]
- Jennifer Carpenter jako Rebecca Harris[7]
- Mary Elizabeth Mastrantonio jako  Nasreen ‘Naz’ Pouran[8]
- Hill Harper jako Boyle

### Drugoplanowe role
- Bradley Cooper jako Eddie Morra, senator[9]
- Colin Salmon jako Jared Sands[10]
- Tom Degnan jako agent Ike, opiekun Briana Fincha[11]
- Georgina Haig jako Piper[12]

### Gościnne występy
- Desmond Harrington jako Casey Rooks, agent specjalny z zespołu SWAT[13]

## Odcinki
| Sezon | Sezon | Odcinki | Oryginalna emisja CBS | Oryginalna emisja CBS | Oryginalna emisja Showmax | Oryginalna emisja Showmax | Oryginalna emisja Showmax |
| Sezon | Sezon | Odcinki | Premiera sezonu       | Finał sezonu          | Premiera sezonu           | Finał sezonu              |                           |
| ----- | ----- | ------- | --------------------- | --------------------- | ------------------------- | ------------------------- | ------------------------- |
|       | 1     | 22      | 22 września 2015      | 26 kwietnia 2016      | 15 lutego 2017            | 15 lutego 2017            |                           |

### Sezon 1 (2015-2016)
| Nr | #  | Tytuł                             | Reżyseria            | Scenariusz                                           | Premiera CBS         | Premiera Showmax |
| -- | -- | --------------------------------- | -------------------- | ---------------------------------------------------- | -------------------- | ---------------- |
| 1  | 1  | Pilot                             | Marc Webb            | Craig Sweeny                                         | 22 września 2015     | 15 lutego 2017   |
| 2  | 2  | Badge! Gun!                       | Marc Webb            | Craig Sweeny, Marc Webb                              | 29 września 2015     | 15 lutego 2017   |
| 3  | 3  | The Legend of Marcos Ramos        | Guillermo Navarro    | Matthew Federman and Stephen Scaia                   | 6 października 2015  | 15 lutego 2017   |
| 4  | 4  | Page 44                           | Douglas Aarniokoski  | Mark Goffman                                         | 13 października 2015 | 15 lutego 2017   |
| 5  | 5  | Personality Crisis                | Joshua Butler        | Sallie Patrick                                       | 20 października 2015 | 15 lutego 2017   |
| 6  | 6  | Side Effects May Include...       | Douglass Aarniokoski | Jenna Richman                                        | 27 października 2015 | 15 lutego 2017   |
| 7  | 7  | Brian Finch's Black Op            | Aaron Lipstadt       | Taylor Elmore                                        | 3 listopada 2015     | 15 lutego 2017   |
| 8  | 8  | When Pirates Pirat Pirates        | Peter Werner         | Kari Drake                                           | 10 listopada 2015    | 15 lutego 2017   |
| 9  | 9  | Headquarters!                     | Douglas Aarniokoski  | Craig Sweeny, Frances Brennand Roper                 | 17 listopada 2015    | 15 lutego 2017   |
| 10 | 10 | Arm-ageddon                       | Leslie Libman        | Dennis Saavedra Saldua                               | 24 listopada 2015    | 15 lutego 2017   |
| 11 | 11 | This is Your Brian On Drugs       | Steven A. Adelson    | Sallie Patrick                                       | 15 grudnia 2015      | 15 lutego 2017   |
| 12 | 12 | The Assassination of Eddie Morra  | Christine Moore      | Matthew Federman, Stephen Scaia                      | 5 stycznia 2016      | 15 lutego 2017   |
| 13 | 13 | Stop Me Before I Hug Again        | Ed Ornelas           | Jenna Richman                                        | 19 stycznia 2016     | 15 lutego 2017   |
| 14 | 14 | Fundamentals of Naked Portraiture | Guy Ferland          | Dennis Saavedra Saldua, Craig Sweeny, Sallie Patrick | 9 lutego 2016        | 15 lutego 2017   |
| 15 | 15 | Undercover!                       | Peter Werner         | Taylor Elmore                                        | 16 lutego 2016       | 15 lutego 2017   |
| 16 | 16 | Sands, Agent of Morra             | Rich Lee             | Geoff Tock, Gregory Weidmann                         | 23 lutego 2016       | 15 lutego 2017   |
| 17 | 17 | Close Encounters                  | Maja Vrvilo          | Kari Drake                                           | 8 marca 2016         | 15 lutego 2017   |
| 18 | 18 | Bezgranichnyy                     | John Behring         | Matthew Federman, Stephen Scaia                      | 15 marca 2016        | 15 lutego 2017   |
| 19 | 19 | A Dog's Breakfast                 | Lexi Alexander       | Jenna Richman                                        | 22 marca 2016        | 15 lutego 2017   |
| 20 | 20 | Hi, My Name Is Rebecca Harris ... | Holly Dale           | Mark Goffman                                         | 5 kwietnia 2016      | 15 lutego 2017   |
| 21 | 21 | Finale: Part One!                 | Paul Edwards         | Sallie Patrick, Taylor Elmore                        | 19 kwietnia 2016     | 15 lutego 2017   |
| 22 | 22 | Finale: Part Two!!                | Douglas Aarniokoski  | Craig Sweeny, Taylor Elmore                          | 26 kwietnia 2016     | 15 lutego 2017   |

## Produkcja
2 listopada 2014 roku stacja CBS ogłosiła kupienie praw do odcinka pilotowego serialu Limitless

9 maja 2015 roku stacja CBS oficjalnie zamówiła pierwszy sezon serialu na sezon telewizyjny 2015/2016